# Kostelec (district de Jihlava)
Pour les articles homonymes, voir Kostelec.
Kostelec (en allemand : Wolframs) est une commune du district de Jihlava, dans la région de Vysočina, en République tchèque. Sa population s'élevait à 911 habitants en 2024.

## Géographie
Kostelec est arrosée par la rivière Jihlava et se trouve à 9 km au sud-ouest de Jihlava et à 110 km au sud-est de Prague.
La commune est limitée par Dvorce au nord, par Jihlava à l'est, par Třešť au sud, et par Dolní Cerekev et Cejle à l'ouest.

## Histoire
La première mention écrite de la localité date de 1288.

## Transports
Par la route, Kostelec se trouve à 9,5 km de Jihlava et à 137 km de Prague.